# Kvarnsjön (Nätra socken, Ångermanland)
Kvarnsjön är en sjö i Örnsköldsviks kommun i Ångermanland och ingår i Nätraån-Ångermanälvens kustområde. Sjön har en area på 0,0638 kvadratkilometer och ligger 16,2 meter över havet.

## Delavrinningsområde
Kvarnsjön ingår i det delavrinningsområde (699421-685067) som SMHI kallar för Mynnar i havet. Medelhöjden är 45 meter över havet och ytan är 1,03 kvadratkilometer. Det finns ett avrinningsområde uppströms, och räknas det in blir den ackumulerade arean 2,58 kvadratkilometer. Avrinningsområdets utflöde mynnar i havet.